# Заріччя (Смолевицький район, Драчковська сільська рада)
Заріччя (біл. вёска Зарэчча) — село в складі Смолевицького району Мінської області, Білорусь. Село підпорядковане Драчківській сільській раді, розташоване в центральній частині області.